# Relevo de la Guardia Real

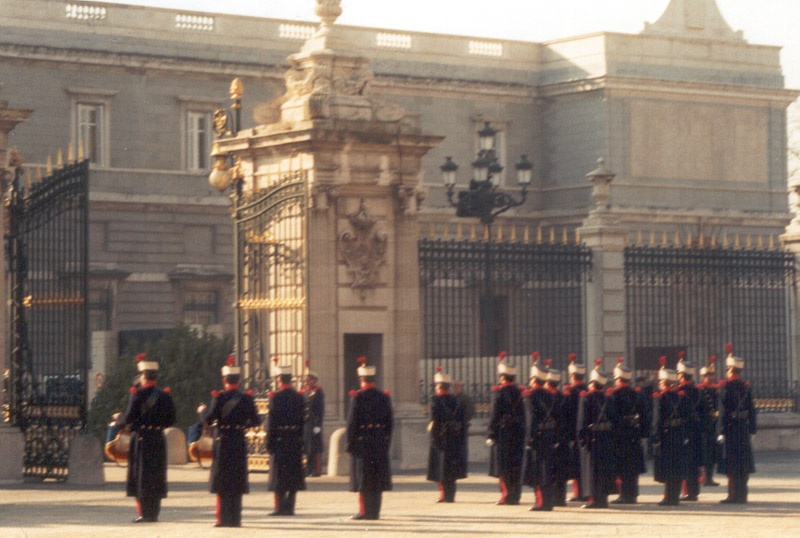
Relevo Solemne de la Guardia Real, a pie.

El Relevo de la Guardia (o Cambio de la Guardia) es un acto de la Guardia Real Española que se celebra semanalmente ante la Puerta del Príncipe del Palacio Real, en Madrid.
La Guardia Real lleva realizando desde el 23 de noviembre de 1994 el relevo solemne de la Guardia Real los primeros miércoles de cada mes (excepto enero, agosto y septiembre) a las 12:00, recordando el que se hacía diariamente durante los reinados de Alfonso XII y Alfonso XIII. En él participan más de cuatrocientos efectivos y cien caballos en unos cuarenta minutos de duración.
En su afán por recuperar y mantener el mayor número de tradiciones, las tropas de la Casa Real decidieron en diciembre de 2007 retomar el relevo en la Puerta del Príncipe, de cara al público, todos los miércoles. Una tradición ya consolidada en otros países, como el Reino Unido o Dinamarca.
Cada miércoles y sábado, a las 11:00 de la mañana se establecen cuatro puestos de la Guardia Real en la puerta principal del Palacio Real, dos puestos de centinelas a pie y dos puestos de centinelas a caballo.

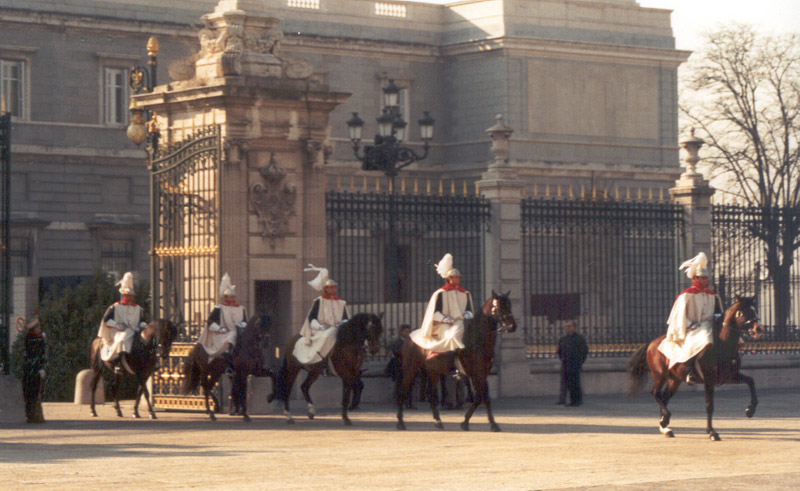
Relevo Solemne de la Guardia Real, con caballos de pura raza española.

Desde el interior del Palacio salen doce guardias reales vestidos con uniformes de gala -similares a los que el Ejército Español utilizaba en tiempos del rey Alfonso XIII- y acompañados por un pífano y un tambor. Siguiendo las órdenes de un cabo, forman y se establecen los dos puestos a pie, regresando el resto de la formación al interior del edificio.
A continuación aparecen seis guardias reales a caballo, que, al igual que sus compañeros, forman y establecen los dos puestos de centinelas a caballo.
Una vez establecidos los puestos en la Puerta del Príncipe, se suceden los relevos de los centinelas hasta las 14.00. Cada treinta minutos los centinelas de a pie y cada hora los centinelas a caballo. Estos últimos, además, se desplazan por delante de la fachada del Palacio cada quince minutos, sin coincidir con el relevo de los puestos.
Es, por tanto, un atractivo turístico de Madrid, impulsado en 2007 por varias instituciones.